# Lin Shidong
Lin Shidong (Chinees: 林 诗栋), (Danzhou, Hainan, 18 april 2005) is een Chinees professioneel tafeltennisser. Hij speelt rechtshandig met de shakehandgreep. Op 11 februari 2025 stond hij voor het eerst bovenaan in de ITTF world-ranking.